# 中部高射群
中部高射群（ちゅうぶぶこうしゃぐん、英称：Central Air Defence Missile Group）とは、中部航空方面隊に属している高射群である。本部は入間基地（埼玉県狭山市）に所在しており、8つの高射隊を傘下に抱えている。主な任務は、飛来する敵の航空戦力を長射程の地対空ミサイル（SAM）により遠距離で迎撃することである。2023年3月に、6個高射群から4個高射群への再編に伴い、第1高射群と第4高射群が廃止・統合され、新編された。

## 沿革
- 2023年（令和05年）3月16日：第1高射群と第4高射群が整理・統合され、「中部高射群」が入間基地において編成完結[1]。

## 部隊編成
特記ないものはすべて入間基地に所在。
- 中部高射群本部
  - 第1指揮所運用隊
  - 第1整備補給隊
  - 第1高射隊（習志野分屯基地）
    - 市ヶ谷分遣班（市ヶ谷基地)

  - 第2高射隊（武山分屯基地）
  - 第3高射隊（霞ヶ浦分屯基地）
  - 第4高射隊
  - 第2指揮所運用隊（岐阜基地）
    - 峯岡山派遣班（峯岡山分屯基地）

  - 第2整備補給隊（岐阜基地）
  - 第12高射隊（饗庭野分屯基地）
  - 第13高射隊（岐阜基地）
  - 第14高射隊（白山分屯基地）
  - 第15高射隊（岐阜基地）

## 主要幹部
| 官職名         | 階級    | 氏名     | 補職発令日     | 前職                     |
| -------------- | ------- | -------- | -------------- | ------------------------ |
| 中部高射群司令 | 1等空佐 | 村田晶洋 | 2024年03月28日 | 自衛隊鳥取地方協力本部長 |
| 副司令         | 1等空佐 | 田中啓介 | 2025年08月04日 | 航空自衛隊幹部学校       |

| 代 | 氏名     | 在職期間                        | 前職                       | 後職                              |
| -- | -------- | ------------------------------- | -------------------------- | --------------------------------- |
| 01 | 山田敬   | 2023年03月16日 - 2023年06月03日 | 第1高射群司令              | 退職（空将補昇任）                |
| 02 | 富川輝   | 2023年06月04日 - 2024年03月27日 | 航空幕僚監部防衛部防衛課長 | 航空戦術教導団司令 （空将補昇任） |
| 03 | 村田晶洋 | 2024年03月28日 -                | 自衛隊鳥取地方協力本部長   |                                   |